# Voulez-Vous
Voulez-Vous var ABBAs sjette album. 
Optagelsen af albummet begyndte i marts 1978 og fortsatte til marts 1979. Det blev udgivet i Sverige 23. april 1979. Albummet kom midt i disco-perioden og bar  tydeligt præg heraf, via dance, beats og rytmisk infleksion.

## Indhold

### Side A
1. As Good As New
2. Voulez-Vous
3. I Have a Dream
4. Angeleyes
5. King Has Lost His Crown

### Side B
1. Does Your Mother Know
2. If It Wasn't for the Nights
3. Chiquitita
4. Lovers
5. Kisses of Fire

## Hitlisteplaceringer
Albummet blev et ganske pænt hit for gruppen og nåede 1. pladsen i Storbritannien samt 4. pladsen i Canada. Det nåede også i top-20 i USA.
Fra albummet blev især tre numre hits som singler:
- I Have a Dream nåede bl.a. 2. pladsen i Storbritannien og 1. pladsen i Canada
- Chiquitita nåede en 2. plads i Storbritannien samt i top-20 i både USA og Canada
- Does Your Mother Know nåede en 4. plads i Storbritannien og 2. pladsen i Canada.